# 烏利蝴蝶魚
烏利蝴蝶魚，俗名鞍斑蝶、金雙印蝶，為輻鰭魚綱鱸形目蝴蝶魚科的其中一種。

## 分布
本魚分布於印度太平洋區，包括東非、亞丁灣、模里西斯、馬爾地夫、印度、斯里蘭卡、菲律賓、印尼、中國南海、東海、日本、台灣、越南、新幾內亞、所羅門群島、澳洲、馬里亞納群島、馬紹爾群島、密克羅尼西亞、帛琉、諾魯、斐濟群島、夏威夷群島、法屬波里尼西亞、復活節島、加拉巴哥群島、東加、吉里巴斯、吐瓦魯、萬納杜、薩摩亞群島、厄瓜多、墨西哥等海域。

## 深度
水深9至30公尺。

## 特徵
本魚體呈淡褐色，具深褐色眼帶，體側有許多黑色細橫紋，多達胸鰭基底以下。其最明顯特徵乃在體側上有2個暗色等寬鞍狀斑，其越往腹測顏色越淡，鞍狀斑間的距離約和鞍狀斑的寬度相當。第二個鞍狀斑之後為黃色，且尾柄上有一黑橫帶，有時是一黑斑。鰭硬棘12枚、軟條23至24枚；臀鰭硬棘3枚、軟條19至21枚。體長可達15公分。

## 生態
本魚通常單獨或成對出現，而較少成群。棲息在珊瑚茂密的礁湖。屬雜食性。

## 經濟利用
為高價值觀賞性魚類，不供食用。